# Augustine Lonergan
Augustine Lonergan (Thompson, 1874. május 20. – Washington, 1947. október 18.) az Amerikai Egyesült Államok szenátora (Connecticut, 1933–1939).